# Madame Pommerayes Intriger
Madame Pommerayes Intriger er en tysk stumfilm fra 1922 af Fritz Wendhausen.

## Medvirkende
- Olga Gzovskaya som Madame Pommeraye
- Margarete Schlegel som Jeanette d'Aisnon
- Grete Berger som Madame d'Aisnon
- Alfred Abel
- Paul Hartmann